# 대한민국 제279회 국회
대한민국 제279회 국회(임시회)는 2008년 12월 10일부터 2009년 1월 8일까지 열렸다. 한미 FTA, 금산분리, 출자총액제한제도, 사이버모욕죄, 미디어 관련법 등 여러 쟁점 법안이 다루어졌다.
2008년 12월 5일 한나라당 홍준표, 민주당 원혜영, 선진과 창조의 모임 권선택, 친박연대 노철래 원내대표의 명의로 임시국회 소집요구서가 국회에 제출됐다. 이번 임시국회는 새해 예산안 처리를 목적으로 하여 2008년 12월 10일 개회했다. 한나라당은 한미 FTA를 단독 상정했다. 민주당은 이에 국회의장실, 행정안전위, 정무위, 문방위 점거 농성으로 대응했다. 한나라당은 이어서 미디어 관련법을 강행 처리하려 했으나, 언론노조의 총파업과 민주당, 민주노동당의 본회의장 점거 농성으로 관련 법안을 처리하지 못했다. 이후 대립이 심화되면서 김형오 국회의장은 질서유지권, 물리력 등을 동원해 질서를 유지하려 노력했지만 충돌이 일어났다. 국회의장이 직권 상정을 하지 않겠다고 약속을 한 뒤에, 국회는 점차 정상화되었다. 제279회 국회에서 처리하지 못한 법안들을 제280회 국회와 이후 국회에서 논의하기로 여야가 합의했다.
한편 2009년 1월 6일 한나라당과 민주당, 선진과 창조의 모임 등 3개 교섭단체는 1월 9일부터 시작되는 임시국회 소집요구서를 국회에 제출했다. 제280회 국회에서는 여야간 쟁점이 없는 58개 법안과 현재 법사위에 계류중인 53개 법안 중 여야 이견이 없는 법안들을 3~4일 동안 협의 처리할 예정이다.

## 관련 일지

### 2008년 12월 17일
- 박진 외교통상통일위원회 위원장이 질서유지권[5]을 발동했다. 질서유지권 발동에 따라 다음날로 예정된 외통위 전체회의가 종료될때까지 외통위원들을 제외한 인사들에 대한 회의장 출입이 통제된다. 회의 도중 의사진행을 방해할 경우 위원장은 국회 경위를 동원해 퇴장시킬 수도 있다.[6]

### 2008년 12월 18일
- 한나라당은 18일 외교통상통일위원회에서 바리케이드를 치고 야당 의원들의 출입을 막은 상태에서 한미 FTA 비준안을 단독 상정했다.[7]
- 민주당은 한나라당의 단독 상정 후 긴급의원총회를 열었고, 의총이 끝난 뒤 곧바로 국회의장실을 점거했다.[8]

### 2008년 12월 19일
- 민주당은 한나라당이 다른 법안 상정도 강행할 것을 우려해 18일 밤부터 행정안전위원회와 정무위원회 회의장을 점거했다. 문 안쪽에 의자와 책상 등을 쌓아 바리케이드를 쳐서 금산분리 완화와 출자총액제한 폐지 등 금융산업 관련 법안이 다루어지지 못했다.[7]
- 자유선진당은 한나라당의 한미 FTA 비준안 단독 상정이 무효라는 주장의 권한쟁의 심판을 헌법재판소에 청구했다.[9]

### 2008년 12월 20일
- 민주당은 20일 밤 11시부터 문화체육관광방송통신위원회(문방위) 회의장도 점거에 들어갔다.[9][10]
- 민주당도 한나라당의 한미 FTA 비준안 단독 상정이 무효라는 주장의 권한쟁의 심판을 헌법재판소에 청구했다.[9]

### 2008년 12월 21일
- 민주당은 반드시 저지해야 할 법안 30여개를 내부적으로 정했다. 다음은 그 목록 중 일부이다.[10]
  - 휴대전화 도청 합법화 (통신비밀보호법 개정안)
  - 국정원의 직무 확장 (국정원법 개정안)
  - 집회·시위 때 마스크 착용 금지 (집시법 개정안)
  - 사이버 모욕죄 도입 (정보통신망법 개정안)
  - 수도권 규제 완화 (국가균형발전특별법, 교육세법 및 농어촌특별세법 폐지안)
  - 교원평가제 도입 (초중등교육법 개정안)
  - 신문과 대기업의 방송 참여 허용 (방송법 개정안)
  - 거대 신문사들의 시장지배 및 방송진출 허용 (신문법 개정안)
  - 출자총액제한제도 폐지 (독점규제 및 공정거래에 관한 법률 개정안)
  - 산업자본의 은행 주식 보유 한도 확대 (은행법 개정안)
  - 산업은행 민영화 (한국산업은행법 개정안)
  - 토지공사, 주택공사 통합 (한국토지주택공사법 개정안)

### 2008년 12월 24일
- 전국언론노동조합은 24일 기자회견을 열고 한나라당의 방송법 등 언론 관련법 강행처리 움직임에 대해 26일 아침 6시부터 무기한 총파업을 하기로 선언했다. 언론노조는 이번 언론 관련법 개정을 이명박 대통령의 언론장악 시도로 보고 있다.[11][12]
- 국회사무처는 2008년 12월 18일 벌어진 국회 외교통상통일위원회 폭력 사태에 대해 민주당 문학진, 민주노동당 이정희 의원과 민주당 및 민노당 보좌진 5명을 서울남부지방검찰청에 고발했다고 밝혔다.[13]

### 2008년 12월 26일
- 민주당이 국회 본회의장을 점거했다. 전날 밤 9시 무렵 국회 본청 이윤성 국회부의장실 쪽에 열려 있던 출입문을 통해 본회의장에 잠입한 뒤 이날 오전 이 문으로 당 의원 54명이 순식간에 들어갔다고 알려져 있지만 확실치 않다. 어떻게 점거했는지에 대해 여러 설이 제기됐다.[14]
- 전국언론노동조합은 한나라당의 언론 관련 법안 처리에 반발, 오전 6시부터 무기한 총파업에 돌입했다.[15]
- 정부는 언론 총파업을 불법으로 규정하고 강력하게 대응하겠다고 밝혔다.[16]
- 한나라당은 법안 조기처리 방침을 밝히며 모든 의원들에게 비상 대기령을 내렸다.[17]
- 민주노동당은 민주당의 본회의장 점거 농성에 합류했다.[17]
- 자유선진당의 이회창 총재는 손석희의 시선집중에서 "쟁점법안을 연내에 처리하겠다는 것은 무리"라고 말하면서 한나라당과 거리를 두었다.[17][18]
- 서울남부지방검찰청은 국회사무처가 24일 고발한 외교통상통일위원회 폭력 사태의 본격 수사에 착수했다고 밝혔다.[19]

### 2008년 12월 28일
- 한나라당은 방송기본법 등 미디어 관련법과 휴대전화 감청을 허용하는 통신비밀보호법 등 모두 85개 법안을 국회에서 연내 처리하기로 확정하고, 김형오 국회의장에게 직권상정[20]과 경호권[21] 발동을 정식 요청했다.[22]
- 지역구인 부산에 머물던 김형오 의장은 "내일 부산에서 회견을 갖고 입장을 발표하겠다"고 밝혔다.[23]

### 2008년 12월 30일
- 한나라당 홍준표·민주당 원혜영·선진과 창조의 모임 권선택 원내대표는 30일 국회에서 교섭단체 대표회담을 열고 쟁점법안에 대한 4차 협상을 벌였으나 합의에 실패, 최종 결렬됐다.[24]
- 김형오 국회의장은 국회 질서 회복을 위해 질서유지권을 30일 저녁 8시 40분에 발동시켰다.[25]
- 국회 사무처는 질서유지권이 발동되자마자 청사로 들어오는 모든 현관문을 잠그고 국회 경비대 소속 전경 170여명을 동원, 청사를 에워싼 채 외부인의 출입을 전면 통제했다. 본회의장 점거해제에는 국회 경위 65명, 방호원 90명이 동원될 것이라고 국회 사무처 관계자는 밝혔다.[26]
- 민주당은 전면전에 대비해 당직자 등 30여명이 본회의장 앞을 에워싸고 연좌농성을 벌였다. 본회의장내에서는 민주당 의원들이 등산용 자일 등의 장비로 '인간사슬'을 만들어 의장석과 비상계단을 사수하는 도상연습에 들어가는 등 결사항전의 채비를 마쳤다.[27]

### 2008년 12월 31일
- 민주당측과 경위간 정면 충돌은 일어나지 않았다. 하지만 국회 경위, 방호원 150여명은 국회내에서 비상대기하고 있었고, 국회 경비대 소속 경찰 170여명도 국회 정문 출입문을 통제하는 등 긴장된 상황은 유지되고 있었다.[27][28]

### 2009년 1월 1일
- 민주당은 국회의장 집무실 점거농성을 해제하기로 결정했다. 그러나 본회의장, 행정안전위원회장, 정무위원회장, 문화체육관광방송통신위원회장의 점거는 계속된다.[29]

### 2009년 1월 3일
- 김형오 국회의장이 국회 경위 등을 동원해 민주당과 민노당 강제해산에 나섰다. 국회 사무처는 낮 12시까지 로텐더 홀에 대한 점거 농성을 해제하라고 최후통첩을 보낸 뒤 실제로 경위와 방호원들을 투입했다. 로텐더 홀은 본회의장으로 진입하기 위해 거쳐야 하는 곳이다.[30]
- 민주당과 민노당은 결사 항전을 선언하고 있고, 한나라당은 본회의장이 비면 언제든지 들어간다며 의원들에게 비상대기령을 내렸다.[30][31]
- 국회사무처가 경찰까지 동원한 정황이 드러나 파문이 일었다. 국회법상 경찰은 국회 본청 건물안으로 들어와 사법권을 행사할 수 없게 돼 있어 야당은 "헌법을 유린한 엄중한 사태"라며 김형오 국회의장의 사퇴를 촉구했다. 질서유지권이 아닌 국회의장의 최고 권한인 경호권이 발동돼도 경찰은 본청 건물에 진입할 수 없다.[32]
- 민주당은 김형오 국회의장이 국회 농성 강제해산 과정에서 경위, 경찰을 동원한 것에 대해 형사고발 등 법적인 조치를 취하기로 했다. 민주당은 현안브리핑을 통해 "경호권 행사시에는 경위와 경찰이 동원될 수 있지만, 질서유지권 행사시에는 경위도 동원될 수 없게 되어 있다"며 "따라서 현재 경위를 동원한 질서유지권 행사는 국회법에 위반된 불법행위"라고 지적했다.[33]

### 2009년 1월 4일
- 김형오 국회의장이 오는 8일 이전까지는 쟁점 법안을 직권상정하지 않겠다는 뜻을 밝혔다.[34]

### 2009년 1월 5일
- 민주당이 국회 본회의장 앞 중앙홀인 로텐더홀 점거를 풀었다. 그러나 본회의장 점거 농성은 계속된다. 민주노동당은 로텐더홀 점거 농성을 계속하다가 강제해산돼 경찰서에 인계됐다.[34][35]
- 강제해산과 관련해 국회 경위들과 강기갑 의원의 충돌이 있었다. 강기갑은 이를 항의하기 위해 사무총장실을 방문해 폭력을 행사했다. 한나라당과 국회 사무처는 강기갑 의원을 비판하고 사과를 요구했다.
- 박근혜 한나라당 전 대표가 한나라당 강경파의 일방주의를 강하게 비판하고 나서, 한나라당 내부에 미묘한 파장이 일었다.[36]

### 2009년 1월 6일
- 민주당과 민주노동당이 본회의장 농성을 자진 해산하고 대국민 성명서를 발표했다.[37][38]
- 민주당은 국회 본회의장과 행정안전위원회, 정무위의 점거 농성을 전격 해제하면서도 문화체육관광방송통신위 점거는 풀지 않기로 했다.[39]
- 여야가 쟁점법안 처리에 관해 합의했다. 한나라당 홍준표·민주당 원혜영·선진과 창조의 모임 문국현 원내대표 등은 합의문을 작성, 발표했다.[40]
- 지난 5일 강기갑 의원 폭력 사태에 대해 한나라당, 국회 사무처는 비판하며 "국민 앞에 공개 사과할 것"을 요구했다. 한편 강기갑 의원은 이날 본회의장 농성 해단식에서 "국민 여러분께 죄송하다는 말씀을 드린다. 그러나 침묵하고 끌려다니면서 책임을 방기할 수 없어 맞섰다"고 말했다.[41]

### 2009년 1월 7일
- 국회가 정상화되면서 문방위, 기획재정위 등 8개 상임위원회가 가동됐다. 그러나 특히 이날 점거가 풀린 문방위에서는 국회 파행 책임 공방이 벌어졌다.[42]
- 나경원 한나라당 의원은 이날 문방위 회의에서 "민주당이 의원 개인 정보를 함부로 뿌려 테러수준의 비난메시지가 10분에 200건도 넘게 오고 있다"고 항의했고, 이에 대해 전병헌 민주당 의원이 "나는 격려 문자메시지를 받는데 외모가 출중한 나 의원은 왜 비난 메시지를 받느냐"고 발언했다.[42] 이를 두고 성희롱 논란이 일었다.[43]

### 2009년 1월 8일
- 제279회 국회(임시회)가 폐회했다.[44]

### 2009년 1월 9일
- 제280회 국회(임시회)가 개회했다. 지난 6일 쟁점법안 처리 방향에 대한 여야 합의에 따른 것이다.[44][45]

## 같이 보기
- 대한민국 제18대 국회
- 한미 자유 무역 협정
- 미디어 관련법 개정 논란
- 2008년 전국언론노동조합 총파업